# Agrilus sapindi
Agrilus sapindi är en skalbaggsart som beskrevs av Knull 1938. Agrilus sapindi ingår i släktet Agrilus och familjen praktbaggar. Inga underarter finns listade i Catalogue of Life.